# SS-Ehrenring

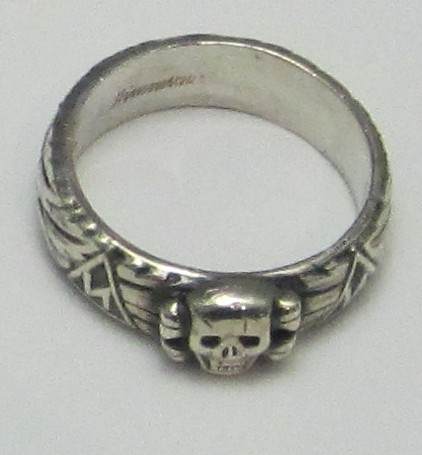
Totenkopfring, anneau d'honneur, des SS (réplique)

Le SS-Ehrenring, appelé aussi Totenkopfring, « anneau à tête de mort », est un anneau digital créé par Heinrich Himmler pour les membres de la SS.

## Historique
L'anneau à tête de mort est à l'origine une récompense privée, décernée par le Reichsführer-SS Heinrich Himmler, aux membres anciens de la SS. Les anneaux étaient numérotés de 1 à 5 000. Ils furent plus tard décernés à tous les membres de la SS ayant suivi une SS-Führerschule ou une SS-Junkerschule, c'est-à-dire une école d'officiers SS. Le bénéficiaire de l'anneau recevait en outre une lettre-type de Himmler, dans laquelle la signification de l'anneau était décrite.
En 1939, l'anneau était décerné à tous les membres ayant plus de trois ans de service dans la SS, et durant la Seconde Guerre mondiale, pratiquement à l'ensemble des dirigeants SS, y compris la Waffen-SS et la Gestapo. Le 17 octobre 1944, la production des anneaux par la compagnie Gahr & Co. à Munich a été suspendue, en raison du changement de contexte de la guerre. Environ 16 000 anneaux ont été décernés.

## Description
Sous la supervision de Himmler, l'anneau a été modifié par le général SS Karl Maria Wiligut. L'anneau en argent présentait un crâne sur des tibias croisés, ce qui lui donna son nom de Totenkopfring, anneau à tête de mort. Sur son pourtour extérieur, étaient aussi gravées des runes germaniques, censées renforcer les « vertus germaniques » du porteur. À l'intérieur de l'anneau, étaient gravés « Slb. », pour « Seinem lieben », le nom du destinataire, la signature « H. Himmler » et la date d'attribution,. Les anneaux en argent ont été coulés en utilisant le procédé de la cire perdue. 